# Henning Heup
Henning Heup (* 17. August 1978 in Bielefeld) ist ein deutscher Autor, Schauspieler und Rocksänger.

## Leben
Henning Heup studierte Literaturwissenschaften und Philosophie in Bielefeld, bevor er 2004 seine Ausbildung als Schauspieler an der Theaterakademie Köln abschloss. Es folgten Theaterengagements sowie eine Vielzahl an Film und Fernsehproduktionen u. a. die für den International Emmy Award nominierte Webserie Pietshow. 2009 führte er Regie bei der Musikdokumentation Von A nach W – Schneller, höher, Weidner über den Böhse-Onkelz-Gründer Stephan Weidner.
Henning Heup ist Autor der Heavy Metal Hörspielserie L.B. STEEL.
Im Jahr 2012 spielte er in der Folge Leben daneben der ZDF-Serie Notruf Hafenkante eine Episodenrolle.
Henning Heup ist mit Manuel Meimberg gemeinsam Schöpfer der ZDFneo Signature-Serie Tempel mit Ken Duken in der Hauptrolle. Er ist als Drehbuchautor für mehr als 500 Folgen der RTL-Serie Alles Was Zählt verantwortlich und übernahm von 2015 bis 2016 den Posten als Chefautor Script. 
Seit 2015 ist er Jurymitglied des International Emmy Award.
Henning Heup ist außerdem Sänger der Metalband „Ewing Oil“.

## Auszeichnungen
2017 „Best Actor“ beim Sci-Fi Festival Berlin für seine Rolle in TSC Theseus